# Музей васильківської майоліки (Васильків)
Музей васильківської майоліки — приватний музей васильківської майоліки у місті Васильків Обухівського району Київської області. Адреса музею: вулиця Миколи Гоголя, 26.

## Опис
Музей васильківської майоліки відкрито у 2021 році в торговому центрі "Пасаж" у Василькові. Музей заснувала громадська активістка Людмила Шкулькова із власної колекції виробів Васильківського майолікового заводу. Завод був заснований у 1934 році і був відомий як один із центрів гончарства Наддніпрянщини. На заводі працювало багато майстрів художньої кераміки, серед яких Прокіп Бідасюк, Надія та Валерій Протор'єви. У другій половині XX століття завод був одним із провідних підприємств художньої промисловості України. Його продукція брала участь у виставках декоративного мистецтва багатьох країн світу.  

## Експонати
Експозиція музею містить: настінні тарілки, сервізи, куманці, вази, глечики, кухлі, підсвічники, декоративні скульптури.
Майоліка Надії та Валерія Протор'євих: барильце з чашками, набір для десерту "Подарунковий".
Серед експонатів є і "Бородянський півник", що став символом незламності українців під час російської збройної агресії. Його авторство належить  Валерію Протор'єву.
Набір для напоїв Марії Хомякової. 
Авторська майоліка Неллі Ісупової.  

## У соціальних мережах
- Facebook сторінка